# 2021–2022-es Európa-liga (egyenes kieséses szakasz)
A 2021–2022-es Európa-liga egyenes kieséses szakasza 2022. február 17-én kezdődött és május 18-án ért véget. Az egyenes kieséses szakaszban az Európa-liga csoportkörének első és második helyezettjei és az UEFA-bajnokok ligája csoportkörének harmadik helyezettjei vettek részt.

## Résztvevők
Az Európa-liga csoportkörének első helyezettjei, a nyolcaddöntőbe jutottak. Az Európa-liga csoportkörének második helyezettjei és az UEFA-bajnokok ligája csoportkörének harmadik helyezettjei a nyolcaddöntő rájátszásába kerültek.

Az Európa-liga csoportkörének első és második helyezettjei
| Csoport   | Csoportelső (nyolcaddöntős) | Csoportmásodik (kiemelt a nyolcaddöntő rájátszásában) |
| --------- | --------------------------- | ----------------------------------------------------- |
| A csoport | Lyon                        | Rangers                                               |
| B csoport | Monaco                      | Real Sociedad                                         |
| C csoport | Szpartak Moszkva            | Napoli                                                |
| D csoport | Eintracht Frankfurt         | Olimbiakósz                                           |
| E csoport | Galatasaray                 | Lazio                                                 |
| F csoport | Crvena zvezda               | Braga                                                 |
| G csoport | Bayer Leverkusen            | Real Betis                                            |
| H csoport | West Ham United             | Dinamo Zagreb                                         |

Az UEFA-bajnokok ligája csoportkörének harmadik helyezettjei
| Csoport   | Csoportharmadik (nem kiemelt a nyolcaddöntő rájátszásában) |
| --------- | ---------------------------------------------------------- |
| A csoport | RB Leipzig                                                 |
| B csoport | Porto                                                      |
| C csoport | Borussia Dortmund                                          |
| D csoport | Sheriff Tiraspol                                           |
| E csoport | Barcelona                                                  |
| F csoport | Atalanta                                                   |
| G csoport | Sevilla                                                    |
| H csoport | Zenyit                                                     |

## Lebonyolítás
A döntő kivételével mindegyik mérkőzés oda-visszavágós rendszerben zajlott. A két találkozó végén az összesítésben több gólt szerző csapat jutott tovább a következő körbe. Ha az összesítésnél az eredmény döntetlen volt, akkor 30 perces hosszabbítást következett a második mérkőzés rendes játékidejének lejárta után. Ha a 2x15 perces hosszabbítás után is egyenlő volt az állás, akkor büntetőpárbajra került sor. A döntőben a győztesről egy mérkőzés döntött.
A nyolcaddöntő rájátszásának és a nyolcaddöntő sorsolása során egy kiemelt csapat mellé egy nem kiemelt csapatot sorsoltak. Azonos tagországba tartozó csapatok nem játszhattak egymással. A nem kiemelt csapatok játszották az első mérkőzést hazai pályán.

## Fordulók és időpontok
A sorsolások és mérkőzések időpontjai a következők (valamennyi sorsolást Nyonban tartják).
| Forduló                     | Sorsolás dátuma    | 1. mérkőzés                                             | 2. mérkőzés                                             |
| --------------------------- | ------------------ | ------------------------------------------------------- | ------------------------------------------------------- |
| Rájátszás a nyolcaddöntőért | 2021. december 13. | 2022. február 17.                                       | 2022. február 24.                                       |
| Nyolcaddöntők               | 2022. február 25.  | 2022. március 10.                                       | 2022. március 17.                                       |
| Negyeddöntők                | 2022. március 18.  | 2022. április 7.                                        | 2022. április 14.                                       |
| Elődöntők                   | 2022. március 18.  | 2022. április 28.                                       | 2022. május 5.                                          |
| Döntő                       | 2022. március 18.  | 2022. május 18., Estadio Ramón Sánchez-Pizjuán, Sevilla | 2022. május 18., Estadio Ramón Sánchez-Pizjuán, Sevilla |

## A nyolcaddöntő rájátszása
A nyolcaddöntő rájátszásának sorsolását 2021. december 13-án, közép-európai idő szerint 13 órától tartották. Az első mérkőzéseket február 17-én, a visszavágókat február 24-én játszották.

### Párosítások
| 1. csapat         | Össz.Tooltip Aggregate score | 2. csapat     | 1. mérk. | 2. mérk.   |
| ----------------- | ---------------------------- | ------------- | -------- | ---------- |
| Sevilla           | 3–2                          | Dinamo Zagreb | 3–1      | 0–1        |
| Atalanta          | 5–1                          | Olimbiakósz   | 2–1      | 3–0        |
| RB Leipzig        | 5–3                          | Real Sociedad | 2–2      | 3–1        |
| Barcelona         | 5–3                          | Napoli        | 1–1      | 4–2        |
| Zenyit            | 2–3                          | Real Betis    | 2–3      | 0–0        |
| Borussia Dortmund | 4–6                          | Rangers       | 2–4      | 2–2        |
| Sheriff Tiraspol  | 2–2 (t. 2–3)                 | Braga         | 2–0      | 0–2 (h.u.) |
| Porto             | 4–3                          | Lazio         | 2–1      | 2–2        |

### Mérkőzések
| 2022. február 17. 21:00 |

| Sevilla                                          | 3–1               | Dinamo Zagreb |
| ------------------------------------------------ | ----------------- | ------------- |
| Rakitić 13' (11-esből) Ocampos 44' Martial 45+1' | (3–1) Jegyzőkönyv | Oršić 41'     |

| Estadio Ramón Sánchez-Pizjuán, Sevilla Játékvezető: Marco Guida (olasz) |

| 2022. február 24. 18:45 |

| Dinamo Zagreb        | 1–0               | Sevilla |
| -------------------- | ----------------- | ------- |
| Oršić 65' (11-esből) | (0–0) Jegyzőkönyv |         |

| Maksimir Stadion, Zágráb Játékvezető: François Letexier (francia) |

| 2022. február 17. 21:00 |

| Atalanta         | 2–1               | Olimbiakósz |
| ---------------- | ----------------- | ----------- |
| Djimsiti 61' 63' | (0–1) Jegyzőkönyv | Soares 16'  |

| Atleti Azzurri d’Italia Stadion, Bergamo Játékvezető: Sandro Schärer (svájci) |

| 2022. február 24. 18:45 (19:45 EEST) |

| Olimbiakósz | 0–3               | Atalanta                       |
| ----------- | ----------------- | ------------------------------ |
|             | (0–1) Jegyzőkönyv | Mæhle 40' Malinovszkij 67' 69' |

| Karaiszkákisz Stadion, Pireusz Játékvezető: Carlos del Cerro Grande (spanyol) |

| 2022. február 17. 21:00 |

| RB Leipzig                         | 2–2               | Real Sociedad                          |
| ---------------------------------- | ----------------- | -------------------------------------- |
| Nkunku 30' Forsberg 82' (11-esből) | (1–1) Jegyzőkönyv | Le Normand 8' Oyarzabal 64' (11-esből) |

| Red Bull Arena, Lipcse Játékvezető: Cüneyt Çakır (török) |

| 2022. február 24. 18:45 |

| Real Sociedad | 1–3               | RB Leipzig                                  |
| ------------- | ----------------- | ------------------------------------------- |
| Zubimendi 67' | (0–1) Jegyzőkönyv | Willi 39' Silva 59' Forsberg 89' (11-esből) |

| Estadio Anoeta, San Sebastián Játékvezető: Anthony Tayler (angol) |

| 2022. február 17. 18:45 |

| Barcelona             | 1–1               | Napoli        |
| --------------------- | ----------------- | ------------- |
| Torres 59' (11-esből) | (0–1) Jegyzőkönyv | Zieliński 29' |

| Camp Nou, Barcelona Játékvezető: Kovács István (román) |

| 2022. február 24. 21:00 |

| Napoli                              | 2–4               | Barcelona                                       |
| ----------------------------------- | ----------------- | ----------------------------------------------- |
| Insigne 23' (11-esből) Politano 87' | (1–3) Jegyzőkönyv | Alba 9' F. de Jong 14' Piqué 45' Aubameyang 59' |

| Diego Armando Maradona Stadion, Nápoly Játékvezető: Szergej Karaszjov (orosz) |

| 2022. február 17. 18:45 (20:45 MSK) |

| Zenyit                | 2–3               | Real Betis                         |
| --------------------- | ----------------- | ---------------------------------- |
| Dzjuba 25' Malcom 28' | (2–3) Jegyzőkönyv | Rodríguez 8' José 18' Guardado 41' |

| Kresztovszkij Stadion, Szentpétervár Játékvezető: Benoît Bastien (francia) |

| 2022. február 24. 21:00 |

| Real Betis | 0–0               | Zenyit |
| ---------- | ----------------- | ------ |
|            | (0–0) Jegyzőkönyv |        |

| Benito Villamarín Stadion, Sevilla Játékvezető: Halil Umut Meler (török) |

| 2022. február 17. 18:45 |

| Borussia Dortmund            | 2–4               | Rangers                                                        |
| ---------------------------- | ----------------- | -------------------------------------------------------------- |
| Bellingham 51' Guerreiro 82' | (0–2) Jegyzőkönyv | Tavernier 38' (11-esből) Morelos 41' Lundstram 49' Zagadou 54' |

| Signal Iduna Park, Dortmund Játékvezető: Clément Turpin (francia) |

| 2022. február 24. 21:00 (20:00 BST) |

| Rangers                      | 2–2               | Borussia Dortmund        |
| ---------------------------- | ----------------- | ------------------------ |
| Tavernier 22' (11-esből) 57' | (1–2) Jegyzőkönyv | Bellingham 31' Malen 42' |

| Ibrox Stadion, Glasgow Játékvezető: Antonio Mateu Lahoz (spanyol) |

| 2022. február 17. 18:45 (19:45 EEST) |

| Sheriff Tiraspol                | 2–0               | Braga |
| ------------------------------- | ----------------- | ----- |
| Thill 43' (11-esből) Traoré 83' | (1–0) Jegyzőkönyv |       |

| Sheriff Stadion, Tiraspol Játékvezető: Danny Makkelie (holland) |

| 2022. február 24. 21:00 (20:00 WET) |

| Braga                          | 2–0               | Sheriff Tiraspol                    |
| ------------------------------ | ----------------- | ----------------------------------- |
| Medeiros 17' Horta 43'         | (2–0) Jegyzőkönyv |                                     |
| Büntetőpárbaj                  |                   |                                     |
| Horta Musrati Ruiz Carmo Moura | 3–2               | Dulanto Bruno Radeljić Khalid Thill |

| Estádio Municipal de Braga, Braga Játékvezető: José María Sánchez Martínez (spanyol) |

| 2022. február 17. 21:00 (20:00 WET) |

| Porto            | 2–1               | Lazio        |
| ---------------- | ----------------- | ------------ |
| Martínez 37' 49' | (1–1) Jegyzőkönyv | Zaccagni 23' |

| Estádio do Dragão, Porto Játékvezető: Serdar Gözübüyük (holland) |

| 2022. február 24. 18:45 |

| Lazio                      | 2–2               | Porto                           |
| -------------------------- | ----------------- | ------------------------------- |
| Immobile 19' Cataldi 90+5' | (1–1) Jegyzőkönyv | Táremi 31' (11-esből) Uribe 68' |

| Olimpiai Stadion, Róma Játékvezető: Deniz Aytekin (német) |

## Nyolcaddöntők
A nyolcaddöntők sorsolását 2022. február 25-én, közép-európai idő szerint 13 órától tartották. Az első mérkőzéseket március 10-én, a visszavágókat március 17-én játszották. Az UEFA 2022. február 28-án eltiltotta az összes orosz csapatot a részvételtől, így a Szpartak Moszkvát is, az orosz invázió miatt Ukrajnában.

### Párosítások
| 1. csapat  | Össz.Tooltip Aggregate score | 2. csapat           | 1. mérk. | 2. mérk.   |
| ---------- | ---------------------------- | ------------------- | -------- | ---------- |
| Rangers    | 4–2                          | Crvena zvezda       | 3–0      | 1–2        |
| Braga      | 3–1                          | Monaco              | 2–0      | 1–1        |
| Porto      | 1–2                          | Lyon                | 0–1      | 1–1        |
| Atalanta   | 4–2                          | Bayer Leverkusen    | 3–2      | 1–0        |
| Sevilla    | 1–2                          | West Ham United     | 1–0      | 0–2 (h.u.) |
| Barcelona  | 2–1                          | Galatasaray         | 0–0      | 2–1        |
| RB Leipzig | játék nélkül                 | Szpartak Moszkva    | —        | —          |
| Real Betis | 2–3                          | Eintracht Frankfurt | 1–2      | 1–1 (h.u.) |

### Mérkőzések
| 2022. március 10. 21:00 (20:00 GMT) |

| Rangers                                          | 3–0               | Crvena zvezda |
| ------------------------------------------------ | ----------------- | ------------- |
| Tavernier 11' (11-esből) Morelos 15' Balogun 51' | (2–0) Jegyzőkönyv |               |

| Ibrox Stadion, Glasgow Nézőszám: 48 589 Játékvezető: Serdar Gözübüyük (holland) |

| 2022. március 17. 18:45 |

| Crvena zvezda                         | 2–1               | Rangers  |
| ------------------------------------- | ----------------- | -------- |
| Ivanić 10' Nabouhane 90+3' (11-esből) | (1–0) Jegyzőkönyv | Kent 56' |

| Rajko Mitić Stadion, Belgrád Nézőszám: 47 024 Játékvezető: Kovács István (román) |

| 2022. március 10. 21:00 (20:00 WET) |

| Braga                | 2–0               | Monaco |
| -------------------- | ----------------- | ------ |
| Ruiz 3' Oliveira 89' | (1–0) Jegyzőkönyv |        |

| Estádio Municipal de Braga, Braga Nézőszám: 10 228 Játékvezető: Felix Zwayer (német) |

| 2022. március 17. 18:45 |

| Monaco     | 1–1               | Braga    |
| ---------- | ----------------- | -------- |
| Disasi 90' | (0–1) Jegyzőkönyv | Ruiz 20' |

| II. Lajos Stadion, Monaco Nézőszám: 3 892 Játékvezető: Andreas Ekberg (svéd) |

| 2022. március 9. 18:45 (17:45 WET) |

| Porto | 0–1               | Lyon        |
| ----- | ----------------- | ----------- |
|       | (0–0) Jegyzőkönyv | Paquetá 59' |

| Estádio do Dragão, Porto Nézőszám: 26 309 Játékvezető: José María Sánchez Martínez (spanyol) |

| 2022. március 17. 21:00 |

| Lyon        | 1–1               | Porto    |
| ----------- | ----------------- | -------- |
| Dembélé 13' | (1–1) Jegyzőkönyv | Pepê 27' |

| Parc Olympique Lyonnais, Décines-Charpieu Nézőszám: 54 551 Játékvezető: Ovidiu Hațegan (román) |

| 2022. március 10. 21:00 |

| Atalanta                        | 3–2               | Bayer Leverkusen       |
| ------------------------------- | ----------------- | ---------------------- |
| Malinovszkij 23' Muriel 25' 49' | (2–1) Jegyzőkönyv | Aránguiz 11' Diaby 63' |

| Atleti Azzurri d’Italia Stadion, Bergamo Nézőszám: 13 134 Játékvezető: Srđan Jovanović (szerb) |

| 2022. március 17. 18:45 |

| Bayer Leverkusen | 0–1               | Atalanta   |
| ---------------- | ----------------- | ---------- |
|                  | (0–0) Jegyzőkönyv | Boga 90+1' |

| BayArena, Leverkusen Nézőszám: 19 871 Játékvezető: François Letexier (francia) |

| 2022. március 10. 18:45 |

| Sevilla   | 1–0               | West Ham United |
| --------- | ----------------- | --------------- |
| Munir 60' | (0–0) Jegyzőkönyv |                 |

| Estadio Ramón Sánchez-Pizjuán, Sevilla Nézőszám: 34 728 Játékvezető: Sandro Schärer (svájci) |

| 2022. március 17. 21:00 (20:00 GMT) |

| West Ham United            | 2–0 (h. u.)       | Sevilla |
| -------------------------- | ----------------- | ------- |
| Souček 39' Jarmolenko 112' | (1–0) Jegyzőkönyv |         |

| London Stadion, London Nézőszám: 59 981 Játékvezető: Clément Turpin (francia) |

| 2022. március 10. 21:00 |

| Barcelona | 0–0               | Galatasaray |
| --------- | ----------------- | ----------- |
|           | (0–0) Jegyzőkönyv |             |

| Camp Nou, Barcelona Nézőszám: 61 740 Játékvezető: Benoît Bastien (francia) |

| 2022. március 17. 18:45 (20:45 TRT) |

| Galatasaray | 1–2               | Barcelona                |
| ----------- | ----------------- | ------------------------ |
| Marcão 29'  | (1–1) Jegyzőkönyv | Pedri 37' Aubameyang 49' |

| Nef Stadion, Isztambul Nézőszám: 50 110 Játékvezető: Daniele Orsato (olasz) |

| 2022. március 10. |

| RB Leipzig | Törölve     | Szpartak Moszkva |
| ---------- | ----------- | ---------------- |
|            | Jegyzőkönyv |                  |

| Red Bull Arena, Lipcse |

| 2022. március 17. |

| Szpartak Moszkva | Törölve     | RB Leipzig |
| ---------------- | ----------- | ---------- |
|                  | Jegyzőkönyv |            |

|  |

Az RB Leipzig mérkőzés nélkül továbbjutott.
| 2022. március 9. 18:45 |

| Real Betis | 1–2               | Eintracht Frankfurt   |
| ---------- | ----------------- | --------------------- |
| Fekir 30'  | (1–2) Jegyzőkönyv | Kostić 14' Kamada 32' |

| Benito Villamarín Stadion, Sevilla Nézőszám: 36 574 Játékvezető: Marco Guida (olasz) |

| 2022. március 17. 21:00 |

| Eintracht Frankfurt | 1–1 (h. u.)       | Real Betis   |
| ------------------- | ----------------- | ------------ |
| Rodríguez 120+1'    | (0–0) Jegyzőkönyv | Iglesias 90' |

| Commerzbank-Arena, Frankfurt Nézőszám: 25 000 Játékvezető: Michael Oliver (angol) |

## Negyeddöntők
A negyeddöntők sorsolását 2022. március 18-án, közép-európai idő szerint 13:30-tól tartották. Az első mérkőzéseket április 7-én, a visszavágókat április 14-én játszották.

### Párosítások
| 1. csapat           | Össz.Tooltip Aggregate score | 2. csapat | 1. mérk. | 2. mérk.   |
| ------------------- | ---------------------------- | --------- | -------- | ---------- |
| RB Leipzig          | 3–1                          | Atalanta  | 1–1      | 2–0        |
| Eintracht Frankfurt | 4–3                          | Barcelona | 1–1      | 3–2        |
| West Ham United     | 4–1                          | Lyon      | 1–1      | 3–0        |
| Braga               | 2–3                          | Rangers   | 1–0      | 1–3 (h.u.) |

### Mérkőzések
| 2022. április 7. 18:45 |

| RB Leipzig     | 1–1               | Atalanta   |
| -------------- | ----------------- | ---------- |
| Zappacosta 58' | (0–1) Jegyzőkönyv | Muriel 17' |

| Red Bull Arena, Lipcse Játékvezető: Michael Oliver (angol) |

| 2022. április 14. 18:45 |

| Atalanta | 0–2               | RB Leipzig                |
| -------- | ----------------- | ------------------------- |
|          | (0–1) Jegyzőkönyv | Nkunku 18' 87' (11-esből) |

| Atleti Azzurri d’Italia Stadion, Bergamo Játékvezető: Antonio Mateu Lahoz (spanyol) |

| 2022. április 7. 21:00 |

| Eintracht Frankfurt | 1–1               | Barcelona  |
| ------------------- | ----------------- | ---------- |
| Knauff 48'          | (0–0) Jegyzőkönyv | Torres 48' |

| Commerzbank-Arena, Frankfurt Játékvezető: Srđan Jovanović (szerb) |

| 2022. április 14. 21:00 |

| Barcelona                              | 2–3               | Eintracht Frankfurt                |
| -------------------------------------- | ----------------- | ---------------------------------- |
| Busquets 90+1' Depay 90+11' (11-esből) | (0–2) Jegyzőkönyv | Kostić 4' (11-esből) 57' Borré 36' |

| Camp Nou, Barcelona Játékvezető: Artur Soares Dias (portugál) |

| 2022. április 7. 21:00 (20:00 BST) |

| West Ham United | 1–1               | Lyon         |
| --------------- | ----------------- | ------------ |
| Bowen 52'       | (0–0) Jegyzőkönyv | Ndombele 66' |

| London Stadion, London Játékvezető: Felix Zwayer (német) |

| 2022. április 14. 21:00 |

| Lyon | 0–3               | West Ham United               |
| ---- | ----------------- | ----------------------------- |
|      | (0–2) Jegyzőkönyv | Dawson 38' Rice 44' Bowen 48' |

| Parc Olympique Lyonnais, Décines-Charpieu Játékvezető: Sandro Schärer (svájci) |

| 2022. április 7. 21:00 (20:00 WEST) |

| Braga    | 1–0               | Rangers |
| -------- | ----------------- | ------- |
| Ruiz 40' | (1–0) Jegyzőkönyv |         |

| Estádio Municipal de Braga, Braga Játékvezető: Davide Massa (olasz) |

| 2022. április 14. 21:00 (20:00 BST) |

| Rangers                     | 3–1 (h. u.)                 | Braga     |
| --------------------------- | --------------------------- | --------- |
| Tavernier 2' 44' Roofe 101' | (2–0, 2–1, 3–1) Jegyzőkönyv | Carmo 83' |

| Ibrox Stadion, Glasgow Játékvezető: François Letexier (francia) |

## Elődöntők
Az elődöntők sorsolását 2022. március 18-án, közép-európai idő szerint 13:30-tól tartották, a negyeddöntők sorsolását követően. Az első mérkőzéseket április 28-án, a visszavágókat május 5-én játszották.

### Párosítások
| 1. csapat       | Össz.Tooltip Aggregate score | 2. csapat           | 1. mérk. | 2. mérk. |
| --------------- | ---------------------------- | ------------------- | -------- | -------- |
| RB Leipzig      | 2–3                          | Rangers             | 1–0      | 1–3      |
| West Ham United | 1–3                          | Eintracht Frankfurt | 1–2      | 0–1      |

### Mérkőzések
| 2022. április 28. 21:00 |

| RB Leipzig   | 1–0               | Rangers |
| ------------ | ----------------- | ------- |
| Angeliño 85' | (0–0) Jegyzőkönyv |         |

| Red Bull Arena, Lipcse Játékvezető: Benoît Bastien (francia) |

| 2022. május 5. 21:00 (20:00 BST) |

| Rangers                                | 3–1               | RB Leipzig |
| -------------------------------------- | ----------------- | ---------- |
| Tavernier 19' Kamara 24' Lundstram 81' | (2–0) Jegyzőkönyv | Nkunku 71' |

| Ibrox Stadion, Glasgow Játékvezető: Artur Soares Dias (portugál) |

| 2022. április 28. 21:00 (20:00 BST) |

| West Ham United | 1–2               | Eintracht Frankfurt  |
| --------------- | ----------------- | -------------------- |
| Antonio 21'     | (1–1) Jegyzőkönyv | Knauff 1' Kamada 54' |

| London Stadion, London Játékvezető: Serdar Gözübüyük (holland) |

| 2022. május 5. 21:00 |

| Eintracht Frankfurt | 1–0               | West Ham United |
| ------------------- | ----------------- | --------------- |
| Borré 26'           | (1–0) Jegyzőkönyv |                 |

| Waldstadion, Frankfurt am Main Játékvezető: Jesús Gil Manzano (spanyol) |

## Döntő
A döntőt 2022. május 18-án játszották a Ramón Sánchez Pizjuán stadionban, Sevillában. A pályaválasztót 2022. március 18-án sorsolták, az elődöntők sorsolását követően.
| 2022. május 18. 21:00 |

| Eintracht Frankfurt              | 1–1 (h. u.)                 | Rangers                              |
| -------------------------------- | --------------------------- | ------------------------------------ |
| Borré 69'                        | (0–0, 1–1, 1–1) Jegyzőkönyv | Aribo 57'                            |
| Büntetőpárbaj                    |                             |                                      |
| Lenz Hrustic Kamada Kostić Borré | 5–4                         | Tavernier Davis Arfield Ramsey Roofe |

| Estadio Ramón Sánchez-Pizjuán, Sevilla Nézőszám: 38 842 Játékvezető: Slavko Vinčić (szlovén) |